# Tahtaya
Tahtaya (tiếng Ả Rập: تحتايا) là một ngôi làng Syria nằm ở Hish Nahiyah ở huyện Maarrat al-Nu'man, Idlib. Theo Cục Thống kê Trung ương Syria (CBS), Tahtaya có dân số 1298 trong cuộc điều tra dân số năm 2004.